# 京城師範学校

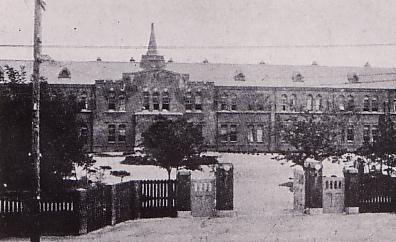
京城師範学校

京城師範学校（けいじょうしはんがっこう, 朝鮮語:경성사범학교）は、1921年（大正10年）に日本統治下の朝鮮半島に設立された師範学校である。

## 概要
1910年（明治43年）の韓国併合により、日本の統治が開始する。翌1911年（明治44年）に朝鮮教育令が公布され、朝鮮人への日本語教授が本格的に行われるようになった。当初、内地人（現・日本人）の通う学校を「小学校・中学校・高等女学校」、朝鮮人の通う学校を「普通学校・高等普通学校・女子高等普通学校」として区別した。双方の学校において日本語を中心に教授できる人材が必要となり、朝鮮半島内で師範教育が行われるようになる。
朝鮮総督府はまず1911年（明治44年）4月に日本人の通う小学校の教員を養成するため、朝鮮総督府中学校に臨時小学校教員養成所を附設。そのほぼ半年後、同年11月には朝鮮人の通う普通学校の教員を養成するため、京城高等普通学校に臨時教員養成所を附設した。1921年（大正10年）に両養成所を発展的に統合する形で、「朝鮮総督府師範学校」を設置し、翌1922年（大正11年）に「京城師範学校」に改称、師範教育を本格化させた。
日本統治下の朝鮮半島における師範教育は朝鮮総督府の所管で朝鮮教育令によって行われていたため、文部省の所管で師範教育令に従い運営された内地（現・日本）の師範学校と異なり、朝鮮総督がこれを監督した。
1945年（昭和20年）8月に日本が敗戦し、日本による師範学校の運営は困難となり廃校となったが、敗戦直後に朝鮮人の手で師範大学に昇格、翌1946年にはソウル大学校を構成する師範大学となった。
校訓
「大愛至醇」（たいあいしじゅん）- 「太陽のように万物を照らし、育てる大きな愛」。
所在地
京城府中区黄金町東1121（1943年（昭和18年）7月時点）
京城女子師範学校の所在地 - 京城府東大門区龍頭町（1943年（昭和18年）7月時点）。

## 沿革
前史
- 1910年（明治43年）8月29日 - 韓国併合が行われる。

臨時小学校教員養成所
- 1911年（明治44年）4月 -「朝鮮総督府中学校附属臨時小学校教員養成所」が開設。
  - 修業年限を1年、定員を40名する。
  - 日本人のみを対象とし、小学校（日本人対象の初等教育機関）の教員養成を目的とする。
  - 生徒全員の寄宿舎居住、在学中の学資支給、卒業後2年間の服務義務など日本内地の師範学校と同様のシステムを採用。

- 1913年（大正2年）3月9日 - 「京城中学校附属臨時小学校教員養成所」に改称。
- 1921年（大正10年）4月 - 在校生は朝鮮総督府師範学校の演習科に編入される。

高等普通学校附設臨時教員養成所
- 1911年（明治44年）
  - 8月24日 - 朝鮮教育令が公布される。
    - 朝鮮人の通う学校を普通学校、高等普通学校、女子高等普通学校とし、日本語教育を開始。
    - 官立（国立）の高等普通学校および女子高等普通学校に師範科または教員速成科の設置が可能となる。

  - 10月28日 - 公立普通学校の経費を承認（11月1日施行）
  - 11月 - 朝鮮教育令の施行により、旧・大韓帝国の官立漢城師範学校を改編し、「京城高等普通学校附設臨時教員養成所」を開設。
    - 朝鮮人のみを対象とし、普通学校（朝鮮人対象の初等教育機関）の教員養成を目的とする。

- 1913年（大正2年）4月 – 新たに普通学校の日本人教員の養成を開始。
  - 従来の普通学校朝鮮人教員養成部門を「第一部」（修業年限：3年）とする。
  - 新設の普通学校日本人教員養成部門を「第二部」（修業年限：1年）とする。
    - 第二部の入学資格は中学校卒業生またはこれと同等以上の学力を有する者とし、官費（国費）で朝鮮語等を教授し、将来の朝鮮人教育の中核を担う日本人教員養成を目的とした。また日本人生徒には京城中学校附属臨時小学校教員養成所生徒の学資金支給や卒業後の服務に関する規程が準用された。

- 1914年（大正3年） - 朝鮮人生徒の募集を停止。
- 1916年（大正5年）4月 - 在籍生徒が日本人生徒のみとなる（二部制を廃止）。
- 1921年（大正10年）
  - 4月18日 - 京城第二高等普通学校（現・景福高等学校）の新設に伴い、「京城第一高等普通学校附設臨時教員養成所」に改称。
  - 4月28日 - 1年後の統合を踏まえ、養成所の事務が新設の朝鮮総督府師範学校の赤木萬二郎校長に委託される（兼任）。

- 1920年11月9日 - 普通学校の修業限を改定、6年を基本として5年もしくは4年を認める。
- 1922年（大正11年）3月31日 - 朝鮮総督府師範学校への統合により、廃止される

師範学校
- 1921年（大正10年）
  - 4月18日  - 朝鮮総督府師範学校官制の公布により、「朝鮮総督府師範学校」（男子のみ）が発足。初代校長に赤木萬二郎が就任。
  - 4月19日 - 朝鮮総督府師範学校規則と官立学校生徒学資給与並卒業者服務規程が公布・施行される。
    - 普通科と演習科を設置。京城中学校附属臨時小学校教員養成所の生徒（31名）を演習科に編入。
      - 普通科 – 修業年限を5年、入学資格を普通学校卒業者か尋常小学校卒業者とする。
      - 演習科 – 修業年限を1年、入学資格を普通科修了者か高等普通学校卒業者か中学校卒業者とする。

    - 朝鮮総督府師範学校および京城高等普通学校附設臨時教員養成所生徒に学資を支給することが定められる。
      - 学資は「甲」と「乙」の2種に分けられ、「甲種」は食費・手当・被服・治療費・修学旅行費・入学旅費が、「乙種」は治療費・修学旅行費・入学旅費が支給された。
      - 学資が支給される代わりに、卒業後一定期間、指定の小学校または普通学校に服務する義務を有した。この場合の一定期間とは、甲種の学資を受給し朝鮮総督府師範学校普通科を修了後、演習科を卒業した者は3年、乙種の学資を受給した者は1年であった。

  - 4月28日 - 赤木校長が京城第一高等普通学校附設臨時教員養成所の事務を嘱託される。
  - 5月5日 – 旧・臨時小学校教員養成所出身の演習科生を対象に、京城中学校講堂において開校式を挙行。
  - 5月24日 - 普通科生徒の授業を旧崇政殿（曹谿寺本堂）内の仮教室で開始。
  - 6月5日 - 師範学校と附属単級小学校の授業開始式を挙行。
  - 11月7日 - 演習科生徒の教育実習を日出・鐘路・南大門・西大門・東大門・桜井・二坂・元町・龍山の各小学校で開始。

- 1922年（大正11年）
  - 2月 -「京城師範学校」と改称。
  - 3月25日 - 第1回卒業式を挙行。演習科29名、臨時教員養成所60名が卒業。
  - 4月1日 – 朝鮮教育令が全面改正される。高等普通学校附設臨時教員養成所を統合。
    - 演習科は3組編成で定員は各組40名、1組を「第一部」と称して尋常小学校教員の養成を、2・3組を「第二部」と称して普通学校教員の養成を開始。
    - 校舎は当面の間、京城第一高等普通学校の一部を使用。
    - 京城第一高等普通学校から附属普通学校を移管されて、附属普通学校とする。
    - 特科（修業年限:3年または2年、入学資格:修業年限2年の高等小学校卒業者）の設置が可能となる。

  - 4月6日 - 附属小学校の開校式を南山町の元・第二高等女学校の仮校舎で挙行。児童（6学級212名）の入学を許可。
  - 4月8日 - 附属普通学校の入学式を挙行。100名が入学。
  - 9月30日 - 中区黄金町五丁目に新校舎が完成し、移転を完了。

- 1923年（大正12年）
  - 6月1日 - 本校本館（煉瓦造2階建て）が完成し、移転式を挙行。
  - 10月1日 - 「勧学の歌」（天そそり）を制定。

- 1924年（大正13年）
  - 9月1日 - 附属小学校の本館が完成し、移転を完了。授業を開始。
  - 10月6日 - 博物教室が完成。

- 1925年（大正14年）4月1日 - 男子講習科、女子演習科を設置。京城女子高等普通学校附属女子普通学校を移管され、附属女子普通学校とする。
- 1926年（大正15年）4月 - （男子）演習科を甲種と乙種に分ける。また二種教員免許所持者を対象に一種免許を取得する講習科（修業年限:1年）を新設。
  - 甲種 - 入学資格を普通科の修了者か中学校卒業者か専門学校検定試験合格者とする。
  - 乙種 - 入学資格を高等普通学校か実業学校卒業者とする。

- 1927年（昭和2年）
  - 5月25日 - 校友会（同窓会）を「醇和」、校友会館を「醇和会館」と命名。
  - 10月5日 - 生徒控所が完成し「演習堂」と命名。

- 1929年（昭和4年）
  - 4月1日 - 「朝鮮の教育研究」を創刊。
  - 10月2日 - 校旗制定式を挙行。

- 1931年（昭和6年）
  - 5月10日 - 創立10周年を記念し、赤木前学校長の記念碑を建立。清渓川沿いにプールが完成。
  - 6月15日 - 演習科生を、素砂・政山・軍浦場・西井里の普通学校に委託し農村実習を開始。
  - 10月28日 - 音楽教室と理科教室が完成。

- 1933年（昭和8年）
  - 2月 - 農業教育のため、実習地を嘉島面に移転拡張。
  - 4月 - 演習科の修業年限を2年に延長。

- 1934年（昭和9年）4月 - 普通学校教員講習科を設置し、農業学校卒業者を対象に6ヶ月の教員養成教育を実施。

- 1935年（昭和10年）10月26日 - 京城女子師範学校が新設される。
- 1936年（昭和11年）
  - 4月 - 女子講習科を京城女子師範学校に移管。
  - 10月19日 - 校舎別館が完成。

- 1938年（昭和13年）4月 - 朝鮮教育令の全面改正が行われる。
  - 普通学校の名称が廃止されたため、従来の附属小学校を「附属第一小学校」に、附属普通学校を「附属第二小学校」に改称。
  - 師範学校の修業年限が変更され、男子は7年（普通科5年・演習科2年）、女子は6年（普通科4年・演習科2年）となる。また特科に代わり、尋常科（修業年限:男子5年・女子4年、入学資格:尋常小学校を卒業した者）の設置が可能となる。

- 1941年（昭和16年）4月 - 国民学校令の施行に合わせ、朝鮮教育令も一部改正されて、附属小学校を附属国民学校に改称。
- 1943年（昭和18年）4月 – 朝鮮教育令の一部改正により、専門学校に昇格。
  - これに伴い、普通科を予科に、演習科を本科に改編。
  - 内地の師範学校とは異なり、男子師範と女子師範の統合は行われず、終戦まで京城師範学校と京城女子師範学校は別個の学校として存続した。これは内地の師範学校は師範教育令、朝鮮の師範学校は朝鮮教育令という別個の勅令で運営されていたためである。

- 1945年（昭和20年）8月 - 日本の敗戦に伴い、実質廃校。

廃校（日本統治の終了）後
- 1945年10月 - 京城師範学校は朝鮮人による京城師範大学に昇格し、国民学校教員だけでなく中学校の教員養成を開始。（後に国民学校教員は京畿公立師範学校（現在のソウル教育大学校）で教員養成を行うことになる）
- 1946年8月 - 京城女子師範学校と統合され、ソウル大学校師範大学となった。

同窓会の活動等
- 1978年（昭和53年）- 福岡県太宰府市の太宰府天満宮境内に「大愛の塔」の石碑を建立。
- 2006年（平成18年）5月 - 会員の高齢化に伴い、同窓会（醇和会）の存続が困難となり、解散。太宰府天満宮の大愛の塔の前で校旗埋納式を挙行。

## 歴代校長
師範学校
- 初代 - 赤木萬二郎（1921年（大正10年）4月 - 1930年（昭和5年）1月8日までの8年9ヶ月間） - （前）平壌中学校校長　（後）依願退職
- 第2代 - 渡邊信治（1930年（昭和5年）1月30日 - 1940年（昭和10年））- （前）新潟第一師範学校校長
- 第3代 - 岩下雄三（1940年（昭和15年） - 1943年（昭和18年）3月） -（前）朝鮮公立高等女学校教諭
- 第4代 - 高橋濱吉（1943年（昭和18年）4月1日 -（前）京城女子師範学校校長

京城女子師範学校附属普通学校
- 主事 岡毅

朝鮮総督府師範学校
- 校長 安岡源太郞

### 注
1. ↑  1945年以前の京城府中区黄金町とは、現・ソウル特別市中区。
2. ↑  1945年以前の京城府東大門区とは、現・ソウル特別市東大門区。
3. ↑  『官報』に掲載した朝鮮総督府令では「普通ノ言語」[8]と記した。
4. 1 2  読みは「じゅんわ」会[30]。
5. ↑  普通学校・高等普通学校・女子高等普通学校が廃止され、それぞれ小学校、中学校、高等女学校に改称。内地人と朝鮮人での学校名の区別が撤廃される。